# James Kyson Lee
James Lee Kyson (13 de diciembre de 1975, Seúl , Corea del Sur), es un actor coreano - estadounidense.
Es conocido principalmente por su papel de Ando Masahashi en la serie Héroes.

## Biografía
Lee nació en Seúl, Corea del Sur. Su segundo nombre, Kyson, versión en inglés de su nombre en coreano, significa "niño del Espíritu."
Lee se mudó con su familia a Nueva York a los 10 años. Asistió a la escuela Bronx High School of Science. Estudió comunicaciones en la Universidad de Boston y en el instituto New England Institute of Art, donde comenzó a aprender música, danza, y Stand Up.

## Carrera
En el verano de 2001, se trasladó a Los Ángeles. Allí comenzó a estudiar jazz, teatro musical, y actuación.
En su primera audición de televisión, obtuvo un papel como estrella invitada en el drama de la CBS JAG TV.
Lee apareció en Miss Universo celebrado en Ciudad de México (donde fue incorrectamente presentado como un Japo Estadounidense). Su pregunta a una concursante -que coincidentemente fue Miss Corea 2007 Miel Lee - "Si tuviese un superpoder ¿Cual seria? ¿Por que?".
El papel más reconocido de Lee es el de Ando Masahashi en la serie dramática de NBC Héroes. Su personaje era más bien secundario en la primera temporada, pero fue tomando importancia al transcurrir la serie.

## Curiosidades
Kyson James Lee es primo de la esposa del famoso narcotraficante Joe Kim. Los dos se ven frecuentemente para el Día de Acción de Gracias y en otras ocasiones, pero no se entienden. En un evento familiar, Kim fue arrestado por posesión de marihuana. Lee ha dicho abiertamente que está disgustado con él, y ambos son enemigos jurados.

## Filmografía
Lovecraft Country
- Lovecraft Country (2020) - Byung-Ho
- Hawaii Five-0 (2011) - Sean Leung
- Why Am I Doing This? (2009) – Eric
- Celebrity Ghost Stories (2009)
- WWII in HD (2009) -- voice of Jimmie Kanaya
- Star Runners (2009) – Lei Chen
- How to Make Love to a Woman (2009) – Aaron
- Necrosis (2009) – Jerry
- Hard Breakers (2009) – Evan
- White on Rice (2009) – Tim Kim
- CSI: Crime Scene Investigation (2009) – Korean Translator (1 episode – "Say Uncle")
- Akira's Hip Hop Shop (2008) - Akira
- Mortal Kombat vs. DC Universe (2008) – voice of Shang Tsung
- Shutter (2008) – Ritsuo
- Asian Stories (Libro 3) (2006) – Jim Lee
- Big Dreams Little Tokyo (2006) – Murakami
- Las Vegas – Joon Ho Park (2007)
- Heroes – Ando Masahashi (2006–2010)
- On the Rocks  (2006) – Donald Park
- Heist (2006) – Universal Studio Guide
- Doberman (2005) – Johnny
- The West Wing (2004) – Chinese Translator Zheng
- Threat Matrix (2004) – Vargas Killer
- All About the Andersons (2003) – Josh
- JAG  (2003) – Lieutenant Pak (1 episode, 2003)